# 来夏
来夏（らいか）は、日本のファッションモデル。東京都出身。セントラルジャパン（東京オフィス）所属。

## 人物
- 趣味：衣装コーディネート、筋トレ、英語
- 特技：アルゼンチンタンゴ、ヨガ
- スポーツ：ダンス、シュートボクシング

## 出演
出典

### ミュージック・ビデオ
- Anarchy「For my ladies」
- munehiro（鈴木紗理奈）「ANKORA」
- AK-69「SWAG IN THE BAG」

### イベント
- 神戸コレクション（2012年）
- Girls award
- 東京ガールズコレクション

### テレビドラマ
- 「自転車屋さんの高橋くん」 - 株式会社たいまつの社員 役

Web
- Sincere「pranair」

## 書籍

### 雑誌
- Yoga＆Fitness Vol.2（2017年12月、株式会社フィットネススポーツ）

### カタログ
- WOMBS - イメージモデル
- NINERULAZ
- Ravijour（2013年）[2]
- FRANK
- アベイル

### その他
- 赤坂サカス「ママサカス2017」親子ふれあいヨガ インストラクター
- 海底トンネルヨガイベント "ヨガレイブ" ゲストパフォーマー